# Cinosulfuron
Cinosulfuron ist eine chemische Verbindung aus der Gruppe der Triazinylsulfonylharnstoffe.

## Gewinnung und Darstellung
Cinosulfuron kann durch Reaktion von Chlorbenzol mit Ethylenglycolmethylether, Chlorsulfonsäure, Ammoniak und Phosgen gewonnen werden.

## Eigenschaften
Cinosulfuron ist ein farbloser Feststoff, der unlöslich in Wasser ist. Es ist stabil gegenüber Hydrolyse bei einem pH-Wert von 7 bis 10, aber hydrolysiert bei einem pH-Wert von 3 bis 5.

## Verwendung
Cinosulfuron wird als Nachauflauf-Herbizid gegen Gras und breitblättrige Unkräuter verwendet.

## Zulassung
Die EU-Kommission entschied 2004, den Wirkstoff Cinosulfuron nicht in der Europäischen Union zuzulassen. Für den Einsatz von Cinosulfuron beim Reisanbau in Italien und Spanien wurde eine Übergangsfrist bis Juni 2007 festgelegt.
In Deutschland, Österreich und der Schweiz sind keine Pflanzenschutzmittel mit diesem Wirkstoff zugelassen.